# 上海市志愿者协会
上海市志愿者协会是中華人民共和國上海市一個與志愿者服務有關的非营利性社会团体法人，成立于1997年7月27日，业务主管单位是上海市精神文明建设委员会办公室。上海市志愿者协会首次服務的大型賽會是1997年10月舉行的中华人民共和国第八届运动会。

## 外部連結
- 官方网站